# Baugewerkschule Idstein

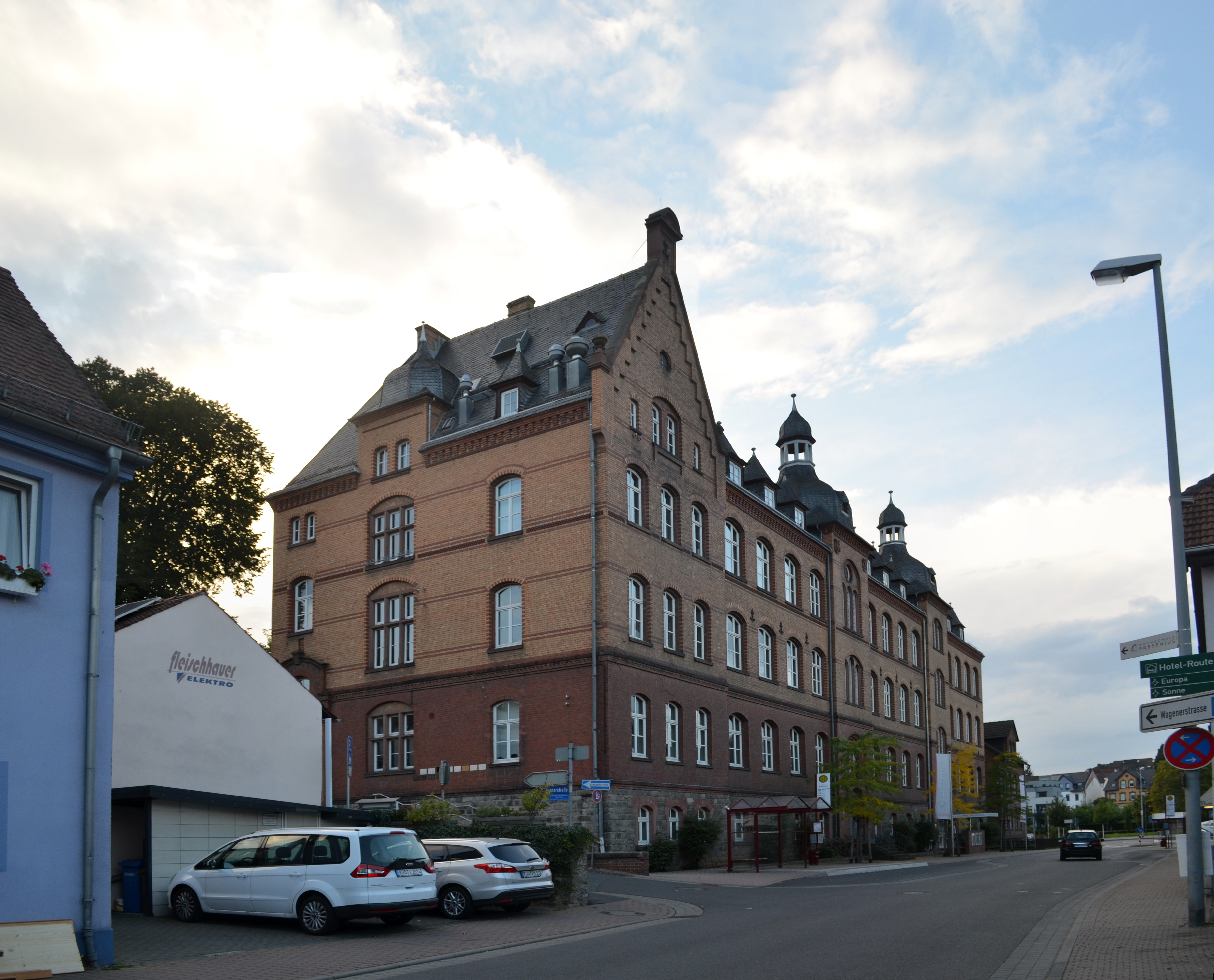
Ehemaliges Gebäude der Baugewerkschule, Limburger Straße 2 (2014)

Die Baugewerkschule Idstein wurde 1869 als Baugewerkschule zur Qualifizierung von Bauhandwerkern in kommunaler Trägerschaft der Stadt Idstein gegründet und entwickelte sich im 20. Jahrhundert zur Ausbildungsstätte für Bautechniker und Architekten. 1971 erfolgte ihre Eingliederung als Fachbereich Architektur und Fachbereich Bauingenieurwesen in die neu gegründete Fachhochschule Wiesbaden, der Standort Idstein wurde aber noch bis 1993 beibehalten. Das ehemalige Gebäude der Baugewerkschule wird seit 1995 von der Hochschule Fresenius genutzt.

## Geschichte
Die Initiative zur Einrichtung der Baugewerkschule kam aus der Idsteiner Bevölkerung, die sich nach dem Abgang des Gymnasiums, des Pädagogiums und des Lehrerseminars von einer Baugewerkschule positive Impulse auf das Wirtschaftsleben der Stadt erhoffte. In dem Idsteiner Staatsarchivar Karl Rossel fand die Idee einen engagierten Förderer. Nach Klärung der Finanzierung konnte der Unterricht vom Gründungsdirektor und einem weiteren Lehrer am 4. Mai 1869 mit vier Schülern im ehemaligen Gebäude des Lehrerseminars aufgenommen werden. Die Ausbildung dauerte zunächst drei Semester und wurde 1881 auf vier Semester verlängert.
Die Baugewerkschule Idstein, die auf dem Holzmindener Modell zur Weiterqualifizierung von Handwerkern basierte, gehörte zu den ersten dieser Art in Preußen; lediglich die Schulen in Höxter (gegründet 1864) und Eckernförde (gegründet 1868) waren älter. Wie diese, erhielt auch die Baugewerkschule Idstein einen staatlichen Zuschuss.
Schon im zweiten Semester ihres Bestehens stieg die Zahl der Schüler auf 25 an, so dass der Lehrkörper vergrößert werden musste. Zudem wurde eine Maschinenbauklasse eingerichtet, die aber bereits 1879 wieder eingestellt wurde. Die Baugewerkschule entwickelte sich in den Folgejahren sehr gut. Im Jahr 1875 konnten bereits 216 Bauschüler verzeichnet werden.
Da es anfangs noch keine festen Lehrpläne gab, wurden diese vom jeweiligen Schulleiter bestimmt. Erst ab 1879 wurden Lehrpläne vom preußischen Staat vorgegeben und erst ab 1895 gab es einen für alle preußischen Baugewerkschulen verbindlichen Lehrplan und eine einheitliche Prüfungsordnung.

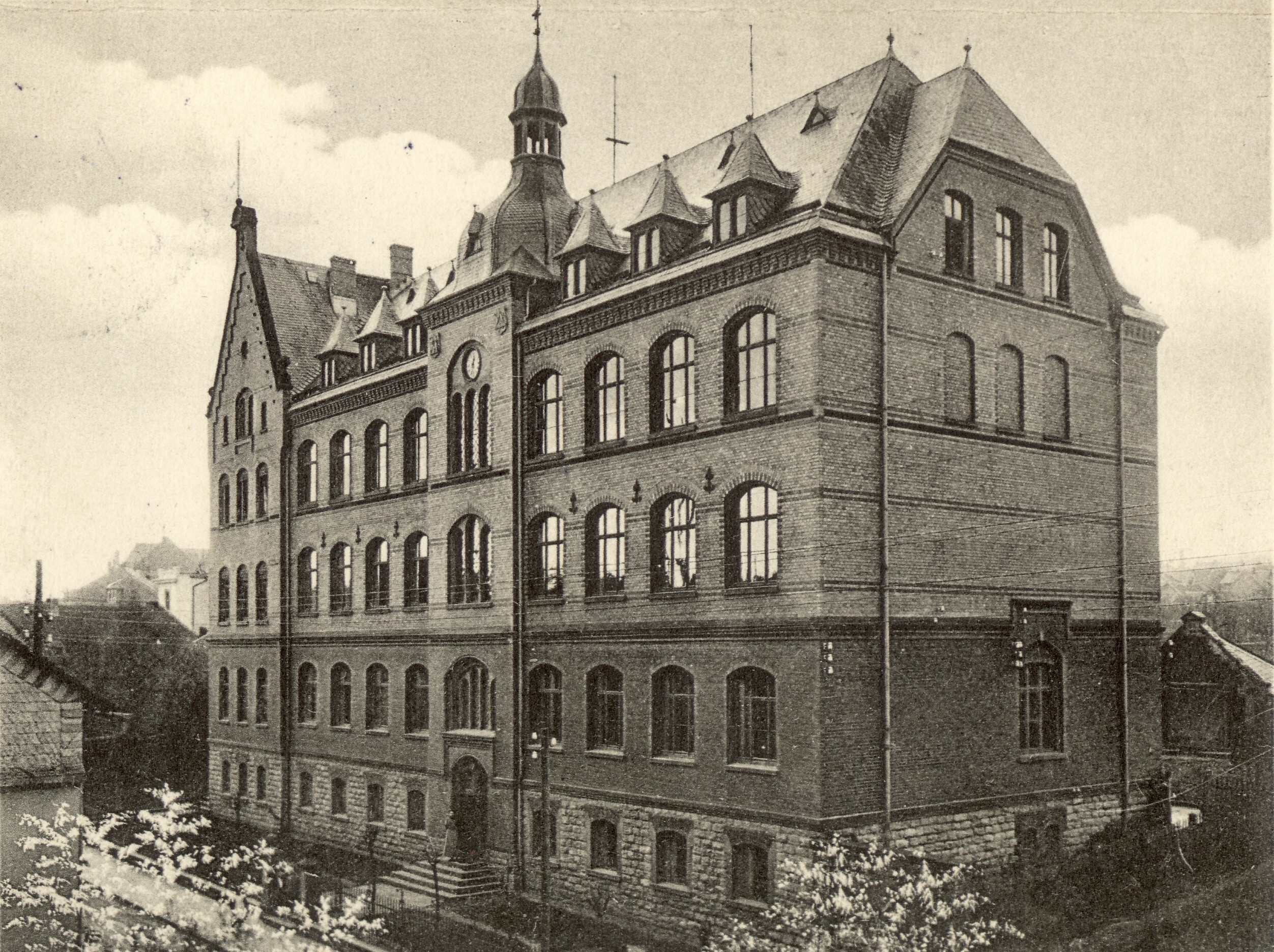
Baugewerkschule, noch ohne den Erweiterungsbau (Aufnahme vor 1906)

Am 1. April 1895 übernahm der preußische Staat die Baugewerkschule. Das zwei Jahre zuvor mit mittlerweile 300 Schülern bezogene neu erbaute Schulgebäude verblieb jedoch im Eigentum der Stadt Idstein. Da die Aufgabenstellungen immer komplexer und die Vermittlung naturwissenschaftlicher Grundlagen immer wichtiger wurden, wurde 1908 die Studienzeit auf fünf Semester verlängert. Der Schule wurde eine Tiefbauabteilung angegliedert. Diese Maßnahmen machten eine Erweiterung des Schulgebäudes erforderlich. Ab 1914 kam es in der Kriegs- und Nachkriegszeit zu einem dramatischen Rückgang der Anzahl der Studierenden. Erst ab 1925 stieg die Nachfrage nach einer Baugewerkschulausbildung wieder langsam an.
Im Jahr 1939 wurden an dem Lehrinstitut Sonderklassen für Baubeamte des gehobenen technischen Dienstes der Deutschen Reichsbahn eingerichtet. Im Jahr 1945 stieg die während der Kriegsjahre rückläufige Zahl der Schüler durch Kriegsheimkehrer auf über 500 an und erreicht damit einen Spitzenwert. Da Dozenten fehlten, dauerte es einige Jahre, bis sich der Lehrbetrieb wieder normalisiert hatte. Die Studiendauer wurde im Jahr 1955 entsprechend den weiter gestiegenen Anforderungen auf nunmehr sechs Semester verlängert. Drei Jahre später übertrug die Stadt Idstein das Schulgebäude auf das Land Hessen und ließ sich in diesem Zusammenhang die Nutzung durch das Lehrinstitut für mindestens weitere 20 Jahre zusichern.
Das Jahr 1971 brachte das Ende für die selbstständige Fachschule. Sie wurde in die neu gegründete Wiesbadener Fachhochschule (heute Hochschule RheinMain) eingegliedert, die beiden Fachbereiche waren aber zunächst weiterhin in Idstein angesiedelt, obwohl das Schulgebäude längst nicht mehr den Anforderungen genügte und insbesondere Laborräume fehlten. Erst 1993 zogen die Fachbereiche nach Wiesbaden um.
Das alte Baugewerkschulgebäude in Idstein wird seit 1995 von der Hochschule Fresenius (vormals Europa-Fachhochschule Fresenius) genutzt.

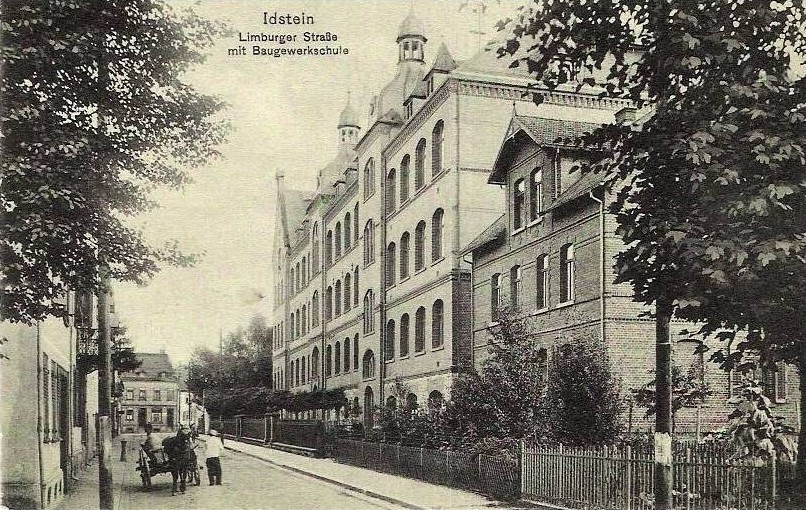
Baugewerkschule nach der Erweiterung (Aufnahme 1910/1912)

## Gebäude
In den Jahren 1892/1893 wurde auf der Grundlage von Plänen, die Emil Hoffmann, der damalige Direktor der Baugewerkschule, erstellt hatte, das Schulgebäude Limburger Straße 2 erbaut und 1910 nach Plänen von August Nabenhauer, einem Dozenten der Lehranstalt, erweitert.
Der viergeschossige Bau aus Backstein-Mauerwerk ist ein typisches Werk des Historismus. Umgeben von kleineren Gebäuden am Rande der von Fachwerkhäusern geprägten Altstadt dominiert das im Stil der Neorenaissance gehaltene Schulgebäude bis heute die weitere Umgebung. Vor der Erweiterung hatte das Gebäude einen rechteckigen Grundriss. Die Hauptfassade gliederte sich in zwei gleiche Abschnitte mit jeweils vier Fensterachsen. Zur Erweiterung wurde an der Nordseite im rechten Winkel ein Seitenflügel angebaut. Die Hauptfassade umfasst seither drei gleiche Abschnitte. Die Gliederung erfolgt durch flache Risalite. Die Wände werden durch die Verwendung gelber und roter Backsteine zusätzlich gegliedert. Das schiefergedeckte Walmdach trägt am südlichen Ende des Gebäudes ein Querdach mit Blendgiebel und oberhalb der Risalite Haubenlaternen. Dazwischen sind Gauben mit Spitzhelmen eingefügt.
Das Gebäude steht aus geschichtlichen, künstlerischen und städtebaulichen Gründen unter Denkmalschutz.

## Namenswechsel des Lehrinstituts
- 1869–1879: Städtische Baugewerk- und Maschinenbauschule
- 1879–1895: Städtische Baugewerkschule
- 1895–1918: Königliche Baugewerkschule
- 1918–1931: Staatliche Baugewerkschule
- 1931–1938: Höhere Technische Staatslehranstalt für Hoch- und Tiefbau
- 1938–1941: Bauschule, Fachschule für Hoch- und Tiefbau
- 1941–1971: Staatliche Ingenieurschule für Bauwesen[10][7]

## Persönlichkeiten

### Direktoren des Lehrinstituts
- 1869–1878: Rudolf Baumbach (1807–1885), Architekt
- 1878–1879: Carl Wagener (1841–1924), Ingenieur (interimistisch)
- 1879–1892: Emil Hoffmann (etwa 1835–1892), Architekt
- 1892–1895: Carl Wagener (interimistisch)
- 1895–1912: Carl Wagener
- 1912–1913: Heinrich Herbert (1872–1956) (interimistisch)
- 1913–1921: Heinrich Herbert
- 1921–1922: Husall (interimistisch)
- 1923–1928: Eduard Neiff (* 1874), Architekt
- 1928–1932: Adolf Rosswog (1884–1956), Architekt
- 1932: Kandtner (interimistisch)
- 1932–1934: Gerhard Siewczynski
- 1934–1937: Wilhelm Knöll (1889–1974), Architekt
- 1937: Albert Möllinghoff (1875–1956), Architekt (interimistisch)
- 1937–1945: Friedrich Staub (1889–1979)
- 1945–1947: H. Thiele
- 1947–1949: Bruno Bierberg (1875–1955)
- 1949–1960: Hans Plessner (1895–1972)
- 1960–1961: F. Hörstel (interimistisch)
- 1961: G. Kärcher (interimistisch)
- 1961–1971: Helmut Brodehl[11][12]

### Bekannte Dozenten
- Wilhelm Göbel (* 1872), Architekt, Oberlehrer, auch Dozent an der Forschungsanstalt Geisenheim für Garten- und Weinbau
- Adolph Marsch (1854–1930), Architekt, später Stadtbaumeister in Halberstadt, Helmstedt und Gera[13]
- August Nabenhauer (1851–1917), Architekt, Oberlehrer, Feuerlöschinspektor des Nassauischen Feuerwehrverbands, Initiator der Idsteiner Baugewerkschul-Feuerwehr[14]
- Friedrich Romberg (1846–1919), Maschinenbauingenieur, später Leiter sämtlicher technischer Fachschulen in Köln

### Bekannte Absolventen
- Dietmar Bücher (* 1944), Bauunternehmer in Idstein[15]
- Josef Freienstein (1920–1985), Architekt und Politiker
- Heinrich Kappus III. (1849–1926), Bauunternehmer in Idstein[16][17]
- Wilhelm Kappus (1883–1966), Bauunternehmer in Idstein[18]
- Peter Klotzbach (1875–1947), Architekt